# Horichia dressleri
Horichia dressleri là một loài thực vật có hoa trong họ Lan. Loài này được Jenny mô tả khoa học đầu tiên năm 1981.